# 羅洛 (伊利諾伊州)
羅洛（英語：Rollo）是位於美國伊利諾伊州迪卡爾布縣的一個非建制地區。該地的面積和人口皆未知。

## 地理
羅洛的座標為41°41′23″N 88°53′10″W / 41.68972°N 88.88611°W，而該地的平均海拔高度為228米（即648英尺）。